# Frea plurifasciculata
Frea plurifasciculata là một loài bọ cánh cứng trong họ Cerambycidae.